# Club Ciclista Deportivo San Antonio
El Club Ciclista Deportivo San Antonio (llamado más comúnmente San Antonio de Florida) es un equipo ciclista amateur uruguayo. Su sede se encuentra en la ciudad de Florida, capital del departamento homónimo, ubicada a 95 kilómetros de Montevideo.
El club surgió cuando una treintena de vecinos del paraje Chacras de Florida (distante a 10 kilómetros de la ciudad), decidieron crear una institución para que los jóvenes de la zona tuvieran alguna actividad deportiva. El 1 de mayo de 1953, reunidos en la casa de Conrado Miqueiro, se procedió a designar la comisión directiva siendo su primer presidente Antonio Miqueiro secundado por Beseara Adib (secretario) y Conrado Miqueiro (tesorero).
Su camiseta es verde atravesada en el pecho por una franja roja. Dichos colores fueron tomados de la camiseta de un club de fútbol de Florida llamado La Cuchilla.
El club tuvo destacadas actuaciones en la década de 1960, cuando de la mano de Francisco Pérez (apodado el "águila de Chamizo") logró un segundo puesto en la Vuelta del Uruguay de 1964. A finales de los años 90 y principios de los 2000, logró armar muy buenas plantillas con Pablo Russo, José Maneiro, Federico Morales, Sergio Tesitore, Federico Moreira, Jorge Bravo y los argentinos Daniel Mosler y Gonzalo García entre otros. En 2001 Moreira alcanzó el segundo cajón del podio en Rutas de América y en el período 1998-2001 lograron ganar 12 etapas en las carreras más importantes de Uruguay, 5 en la Vuelta y 7 en Rutas. 
Es desde 1976 el organizador de la Vuelta a los Puentes, tradicional carrera que integra el calendario ciclístico uruguayo.

## Rutas de América
En Rutas de América, carrera organizada por el Club Ciclista Fénix, Wilson Muñoz le dio la primera etapa en 1973. La época más fructífera fue entre 1998 y 2001 logrando 7 etapas, siendo Maneiro y Mosler los más triunfadores con dos victorias. 
| Año  | Ciclista      | Etapas |
| ---- | ------------- | ------ |
| 1973 | Wilson Muñoz  | 1      |
| 1993 | Alfredo Vairo | 1      |
| 1998 | Pablo Russo   | 1      |
| 1999 | Alén Reyes    | 1      |
| 2000 | José Maneiro  | 2      |
| 2000 | Jorge Bravo   | 1      |
| 2001 | Daniel Mosler | 2      |
| 2017 | Sixto Núñez   | 1      |

| Año  | Ciclista           | Posición |
| ---- | ------------------ | -------- |
| 1973 | Wilson Muñoz       | 5.º      |
| 1998 | Pablo Russo        | 9.º      |
| 2000 | Federico Morales   | 8.º      |
| 2000 | Sergio Tesitore    | 10.º     |
| 2001 | Federico Moreira   | 2.º      |
| 2001 | Gonzalo García     | 8.º      |
| 2017 | Ignacio Maldonado  | 3.º      |
| 2017 | Sixto Núñez        | 4.º      |
| 2017 | Anderson Maldonado | 10.º     |

## Vuelta del Uruguay
El San Antonio de Florida tiene 5 victorias de etapa en la Vuelta Ciclista del Uruguay. Dos de ellas a través de Federico Moreira en la edición de 2001 (la crono y la última jornada). El floridense Martín De León fue quién tuvo el honor de estrenar el palmarés del equipo en la Vuelta del Uruguay, cuando venció en la 4.ª jornada de la edición de 1968 entre Minas y Florida, precisamente la ciudad originaria del club. Nunca venció en la clasificación general, siendo la 2.ª posición de Francisco Pérez en 1964, la mejor ubicación en la carrera. 
Las siguientes tablas indican las etapas ganadas, por año y ciclista (izquierda) y las mejores posiciones en la clasificación general (derecha).
| Año  | Ciclista         | Etapas |
| ---- | ---------------- | ------ |
| 1968 | Martín De León   | 1      |
| 2000 | José Maneiro     | 1      |
| 2001 | Federico Moreira | 2      |
| 2001 | Gonzalo García   | 1      |

| Año  | Ciclista        | Posición |
| ---- | --------------- | -------- |
| 1964 | Francisco Pérez | 2.º      |
| 1965 | Francisco Pérez | 6.º      |
| 1966 | Francisco Pérez | 10.º     |
| 1968 | Ulises Carreras | 9.º      |
| 1969 | Luis Piñeyrúa   | 8.º      |
| 1976 | Héctor González | 9.º      |
| 1998 | Pablo Russo     | 7.º      |
| 2000 | José Maneiro    | 5.º      |

## Plantillas

### Temporada 2015-2016
En la temporada 2015-2016 el San Antonio de Florida contó con una plantilla de seis ciclistas, cinco de ellos llegados esa temporada. Respecto de 2014, Walter González permaneció en el club y llegaron los hermanos Maldonado (Ignacio y Anderson), Pedro Monroy y Fernando Méndez provenientes del Club Ciclista Amanecer y Agustín Vidal del Estudiantes El Colla.
| Nombre             | Nacimiento | Nacionalidad |
| Walter González    | 03/06/1994 | Uruguay      |
| Anderson Maldonado | 17/10/1994 | Uruguay      |
| Ignacio Maldonado  | 03/04/1990 | Uruguay      |
| Fernando Méndez    | 07/11/1988 | Uruguay      |
| Pedro Monroy       | 20/03/1993 | Uruguay      |
| Agustín Vidal      | 22/08/1996 | Uruguay      |

### Temporada 2016-2017
En la temporada 2016-2017 el San Antonio de Florida continuó con los hermanos Maldonado y el floridense Monroy. Se integraron los fernandinos, Sixto Núñez y Juan Luis Caorsi, y desde el primero de enero, el olímpico Agustín Margalef y Nahuel Soares de Lima.
| Nombre             | Nacimiento | Nacionalidad |
| Juan Luis Caorsi   | 10/03/1993 | Uruguay      |
| Anderson Maldonado | 17/10/1994 | Uruguay      |
| Ignacio Maldonado  | 03/04/1990 | Uruguay      |
| Agustín Margalef   | 17/11/1977 | Uruguay      |
| Pedro Monroy       | 20/03/1993 | Uruguay      |
| Sixto Núñez        | 06/03/1992 | Uruguay      |
| Nahuel Soares      | 26/05/1996 | Uruguay      |

### Temporada 2017-2018
Luego de la muy buena campaña 2016-2017 donde obtuvieron la clasificación por equipos de Rutas de América, e Ignacio Maldonado ganó la Doble Treinta y Tres-Melo y etapas en la Vuelta Chaná, el San Antonio de Florida confirmó la continuidad del olimareño y su hermano Anderson, así como las de Monroy, Caorsi y Soares de Lima. Llegaron al club 2 exintegrantes del desmembrado Schneck-Alas Rojas, el tacuaremboense Richard Mascarañas (vigente campeón nacional de ruta) y el guichonense Carlos Cabrera, sufriendo las bajas de Margalef y de Sixto Núnez, suspendido por un control antidopaje positivo en la Vuelta del Uruguay.
| Nombre             | Nacimiento | Nacionalidad |
| Carlos Cabrera     | 13/12/1992 | Uruguay      |
| Juan Luis Caorsi   | 10/03/1993 | Uruguay      |
| Anderson Maldonado | 17/10/1994 | Uruguay      |
| Ignacio Maldonado  | 03/04/1990 | Uruguay      |
| Richard Mascarañas | 14/09/1979 | Uruguay      |
| Pedro Monroy       | 20/03/1993 | Uruguay      |
| Nahuel Soares      | 26/05/1996 | Uruguay      |

### Temporada 2018-2019
| Nombre             | Nacimiento | Nacionalidad |
| Jorge Bravo        | 28/11/1967 | Uruguay      |
| Carlos Cabrera     | 13/12/1992 | Uruguay      |
| Alén Reyes         | 01/02/1979 | Uruguay      |
| Richard Mascarañas | 14/09/1979 | Uruguay      |
| Pedro Monroy       | 20/03/1993 | Uruguay      |
| Nicolás Rariz      | 20/02/1991 | Uruguay      |
| Nahuel Soares      | 26/05/1996 | Uruguay      |